# バスケットボールセルビア代表
バスケットボールセルビア代表は、セルビアバスケットボール連盟により国際大会に派遣されるバスケットボールのナショナルチームである。
本項では2002年までのユーゴスラビアと2004年-2006年のセルビア・モンテネグロも一緒に扱う。

## 歴史
1960年ローマオリンピック以降、国際大会より締め出されていた1992年バルセロナオリンピックを除き連続出場を続けている。
ユーゴスラビア時代
1980年モスクワオリンピックで金メダルを獲得。世界選手権も1970年の自国開催で初優勝し、それを含め5回制覇する。ユーゴスラビアとして最後となった2002年世界選手権も優勝した。
セルビア・モンテネグロ時代
セルビア・モンテネグロとして出場したアテネ五輪とセルビア・モンテネグロ最後の大会である2006年世界選手権では11位に終わった。
セルビア
セルビアとなって初の国際大会である2007年欧州選手権は1次ラウンド敗退に終わり、北京五輪を逃した。

## 主な国際大会成績

### オリンピック
- 1960年　－　6位
- 1964年　－　7位
- 1968年　－　銀メダル
- 1972年　－　5位
- 1976年　－　銀メダル
- 1980年　－　金メダル
- 1984年　－　銅メダル
- 1988年　－　銀メダル
- 1996年　－　銀メダル
- 2000年　－　6位
- 2004年　－　11位
- 2016年　－　銀メダル

### ワールドカップの成績
- 1950年　－　10位
- 1954年　－　11位
- 1967年　－　準優勝
- 1970年　－　優勝
- 1974年　－　準優勝
- 1978年　－　優勝
- 1982年　－　3位
- 1986年　－　3位
- 1990年　－　優勝
- 1998年　－　優勝
- 2002年　－　優勝
- 2006年　－　11位
- 2010年　－　4位
- 2014年　－　準優勝
- 2019年　－　5位
- 2023年　－　準優勝

### ユーロバスケットの成績
- 優勝：7回（1973,1975,1977,1989,1991,1995,1997,2001）
- 準優勝：7回（1961,1965,1969,1971,1981,2009,2017）
- 3位：4回（1963,1979,1987,1999）

## 歴代代表選手
- ブラデ・ディバッツ（C、1986 - 2002年）
- ネナド・クリスティッチ（C、2004 - 2013年）
- ダーコ・ミリチッチ（C、2005 - 2007年）
- ミロシュ・テオドシッチ（PG、2007年 - ）
- ネマニャ・ビエリツァ（PF、2009年 - ）
- ミラン・マチュワン (PF、 2009 - 2017年)
- ボバン・マリヤノヴィッチ（C、2011年 - ）
- ボグダン・ボグダノヴィッチ（SG、2013年 - ）
- ネマニャ・ネドビッチ  (SG、 2013年- )
- ヴァシリエ・ミチッチ (PG、 2013年- )
- ニコラ・カリニッチ (SF、 2013年- )
- ニコラ・ヨキッチ（C、2014年- ）
- ステファン・ヨヴィッチ (PG、 2014年- )
- ニコラ・ミルチノフ (C、 2015年- )
- ヴラディミル・ルチッチ (SF、 2017年- )
- マルコ・グドゥリッチ (SG、 2017年- )